# Ostrowice (gmina)
Ostrowice (1945–1947: Ostrowiec) – dawna gmina wiejska w północno-zachodniej Polsce, zniesiona 1 stycznia 2019. Siedzibą gminy były Ostrowice.
Gmina Ostrowice powstała po II wojnie światowej na terenie Ziem Odzyskanych (III okręg administracyjny: Pomorze Zachodnie). 28 czerwca 1946 gmina – jako jednostka administracyjna powiatu drawskiego – weszła w skład nowo utworzonego województwa szczecińskiego. 6 lipca 1950 gmina, wraz z całym powiatem drawskim, weszła w skład nowo utworzonego województwa koszalińskiego.
Według stanu z 1 lipca 1952 gmina składała się z 11 gromad: Borne, Chlebowo, Gawroniec, Gronowo, Jelenino, Ostrowice, Przytoń, Siecino, Słowianki, Stare Worowo i Szczycienko. Gminę zniesiono 29 września 1954, reformą wprowadzającą gromady w miejsce gmin. Przywrócono ją 1 stycznia 1973, reformą reaktywującą gminy. 1 czerwca 1975 weszła ona w skład nowo utworzonego (mniejszego) województwa koszalińskiego. 1 stycznia 1999, w związku z reformą administracyjną, powróciła do powiatu drawskiego w nowo utworzonym województwie zachodniopomorskim.
Według danych z 31 grudnia 2016 gmina miała 2522 mieszkańców. W województwie zajmowała (na 114 gmin) 71. miejsce pod względem powierzchni i 113. pod względem liczby ludności. Natomiast według danych z 31 grudnia 2017 roku gminę zamieszkiwało 2512 osób.
Gmina została zlikwidowana 1 stycznia 2019. W tym dniu obręby ewidencyjne Borne, Dołgie, Donatowo, Grzybno, Jelenino, Ostrowice i Przytoń o łącznej powierzchni 6558,36 ha zostały włączone do gminy Drawsko Pomorskie, a obręby Chlebowo, Cieminko, Gronowo, Nowe Worowo, Płocie, Siecino, Smołdzięcino, Szczycienko i Śmidzięcino o łącznej powierzchni 8500,04 ha znalazły się w granicach gminy Złocieniec. Ostrowice to pierwsza w dziejach Polski gmina, która stała się niewypłacalna i została zlikwidowana.

## Położenie
Gmina położona była w środkowej części województwa zachodniopomorskiego (od 1999), w północnej części powiatu drawskiego, na Pojezierzu Drawskim. Obszar gminy był podzielony na dwie części, oddzielone od siebie jeziorem Siecino należącym do gminy Złocieniec i małą wsią Słowianki (gmina Połczyn-Zdrój). Obszar dawnej gminy charakteryzuje się urozmaiconą rzeźbą terenu z licznymi formami polodowcowymi. Dominującym typem jest młodoglacjalny krajobraz pagórkowaty pojezierzy, poprzecinany dolinami i równinami akumulacyjnymi den dolinnych. Z holocenu pochodzą formy subrealne, kształtujące dna dolin i niższe terasy rzeczne.
Przez obszar gminy przebiegał główny wododział I rzędu, oddzielający zlewnię rzeki Regi od zlewni Drawy. Cały obszar zasobny jest w wody powierzchniowe i wgłębne. Do najważniejszych rzek należą Kokna (23,9 km – prawy dopływ Drawy) oraz Rakoń (21 km – dopływ Kokny).
Według danych z 1 stycznia 2017 powierzchnia gminy Ostrowice wynosiła 150,27 km², co stanowiło 8,5% powierzchni powiatu drawskiego. Była to najmniejsza w powiecie gmina (zarówno pod względem liczby mieszkańców, jak i powierzchni).
Sąsiednie gminy:
- Czaplinek, Drawsko Pomorskie i Złocieniec (powiat drawski)
- Brzeżno, Połczyn-Zdrój i Świdwin (powiat świdwiński)

## Struktura użytkowania gruntów
- Powierzchnia gminy ogółem: 15 042 ha
- Użytki rolne: 8646 ha (57,48%)
- Grunty leśne oraz zadrzewienia i zakrzewienia: 4789 ha (31,84%)
- Grunty zabudowane i zurbanizowane: 371 ha (2,47%)
- Grunty pod wodami: 691 ha (4,59%)
- Użytki ekologiczne: 57 ha (0,38%)
- Nieużytki: 479 ha (3,18%)
- Tereny różne: 9 ha (0,06%)[16]

## Demografia
Według danych z 31 grudnia 2016 gmina miała 2522 mieszkańców, co stanowiło 4,3% ludności powiatu. Gęstość zaludnienia wynosiła 16,8 osoby na km².

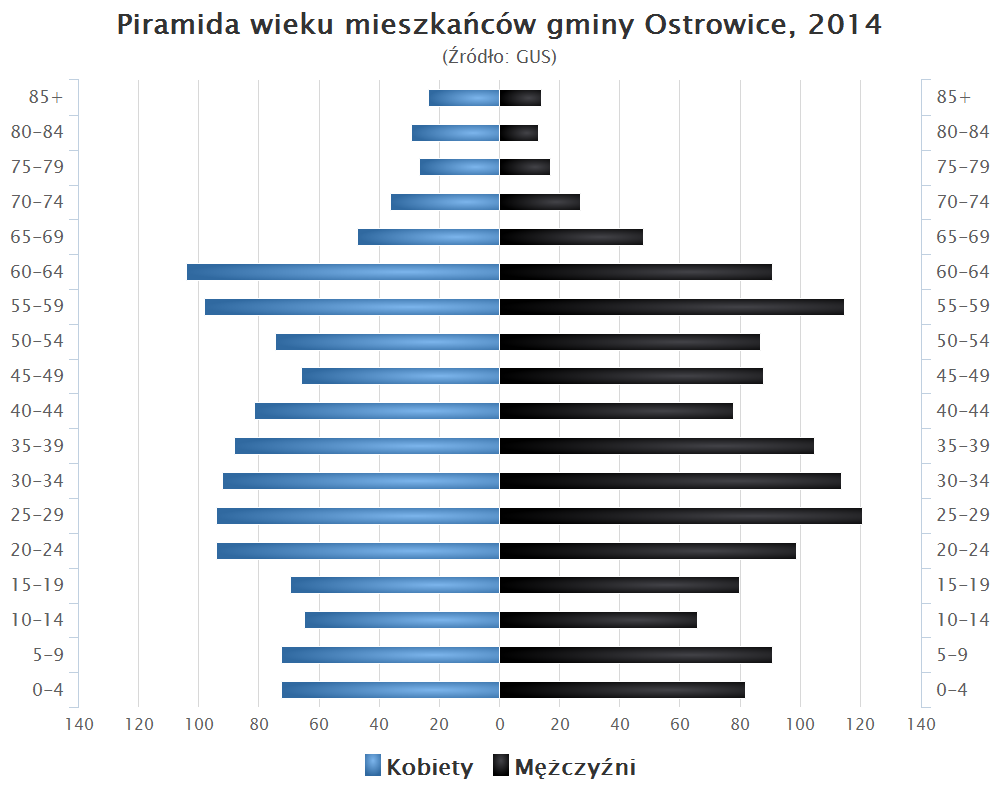
Piramida wieku mieszkańców gminy Ostrowice w 2014

Dane z 31 grudnia 2016:
| Opis      | Ogółem | Ogółem | Kobiety | Kobiety | Mężczyźni | Mężczyźni |
| --------- | ------ | ------ | ------- | ------- | --------- | --------- |
| Jednostka | osób   | %      | osób    | %       | osób      | %         |
| Populacja | 2522   | 100    | 1210    | 47,98   | 1312      | 52,02     |

## Administracja i samorząd
W gminie Ostrowice utworzonych było 14 jednostek pomocniczych, będących sołectwami: Bolegorzyn, Borne, Chlebowo, Cieminko, Dołgie, Gronowo, Jelenino, Nowe Worowo, Ostrowice, Płocie, Przytoń, Siecino, Smołdzęcino i Szczycienko.
Od października 2016 organy gminy (radę gminy i wójta) zawieszono, a w ich miejsce ustanowiony został zarząd komisaryczny.
Właściwy miejscowo dla zniesionej gminy sąd rejonowy znajduje się w Drawsku Pomorskim. Sprawy z zakresu ubezpieczeń społecznych oraz sprawy gospodarcze rozpatrywane były przez Sąd Rejonowy w Koszalinie. Gmina znajdowała się w obszarze właściwości Sądu Okręgowego i Samorządowego Kolegium Odwoławczego w Koszalinie.
Do 2014 mieszkańcy gminy Ostrowice razem z mieszkańcami gminy Złocieniec wybierali 5 radnych do Rady Powiatu Drawskiego, a radnych do Sejmiku Województwa Zachodniopomorskiego w okręgu nr 3. Posłów na Sejm wybierali z okręgu wyborczego nr 40, senatora z okręgu nr 99, a posłów do Parlamentu Europejskiego z okręgu nr 13.

## Problemy finansowe i likwidacja gminy
W 2016 wykonane wydatki budżetu gminy Ostrowice wynosiły 9,9 mln zł, a dochody budżetu 10,7 mln zł (najmniejsze dochody w województwie). Zobowiązania samorządu (dług publiczny) według stanu na koniec 2016 wynosiły 38,5 mln zł, co stanowiło 360,8% poziomu dochodów (największy poziom zadłużenia w województwie). W 2016 wydatki na administrację publiczną wykonującą zadania własne samorządu, jak i zadania zlecone wyniosły 1,36 mln zł.
Z powodu wieloletniego niegospodarnego zarządzania przez wójta Wacława Micewskiego oraz radę gminy – gmina Ostrowice w 2015, po rocznej przerwie, znowu znalazła się na 1. miejscu listy najbardziej zadłużonych gmin w Polsce. Wielokrotne negatywne opinie z Regionalnej Izby Obrachunkowej doprowadziły do odmowy pożyczki z Ministerstwa Finansów, która miała służyć temu, by ustabilizować zadłużenie gminy. W maju 2015 wysokość łącznych zadłużeń gminy szacowano na poziomie ok. 36 mln zł, z czego blisko 28 mln to zadłużenie w parabankach. Z powodu braku możliwości obsługi takiego zadłużenia, 1 lipca 2015 wojewoda zachodniopomorski zaproponował MSWiA zniesienie gminy i przyłączenie jej obszaru do gminy Drawsko Pomorskie oraz gminy Złocieniec. Po kilkumiesięcznych próbach odwołania się od decyzji premiera przez wójta 26 października 2016 Naczelny Sąd Administracyjny oddalił skargę kasacyjną i oficjalnie zawiesił organy gminy, a 2 dni później premier Beata Szydło mianowała dla gminy komisarza rządowego.
Z danych Regionalnej Izby Obrachunkowej w Szczecinie wynika, że stan zadłużenia gminy Ostrowice na koniec 2017 wynosił 437,3% planowanych dochodów. W tej sytuacji gmina nie miała perspektyw finansowych na realizowanie inwestycji wspierających rozwój gospodarczy i społeczny.
Pierwsze informacje o możliwej likwidacji gminy pojawiły się w 2015. Amerykański portal crowdfundingowy (wesharecrowdfunding.com) ogłosił akcję „Save Ostrowice”, potem wójt Wacław Micewski prosił o pomoc założyciela Microsoftu, Billa Gatesa. W 2016 gmina Ostrowice była samorządem o najmniejszych dochodach (10,7 mln zł) oraz o największym poziomie zadłużenia względem dochodów w województwie (360,8%).
W 2017 ze względu na wysokie długi (ponad 43 mln zł 30 czerwca 2017) wojewoda zachodniopomorski zaproponował zniesienie gminy Ostrowice i włączenie jej do obszaru gminy Drawsko Pomorskie. MSWiA poparło projekt. Od 20 września do 19 października 2017 przeprowadzono konsultacje z mieszkańcami dotyczące zniesienia gminy i włączenia jej obszaru do gminy Drawsko Pomorskie, która wraz z terytorium i majątkiem gminy Ostrowice miałaby przejąć część jej długu w wysokości 20 mln zł. W konsultacjach tych 276 mieszkańców sprzeciwiło się kasacji gminy, 36 ją poparło, a 5 wstrzymało się od głosu. Analogiczne konsultacje w gminie Drawsko Pomorskie odbyły się od 10 września do 15 października 2017. W tym wypadku uzyskano 6922 opinie, przy czym głosów ważnych było 6283. W sumie w konsultacjach udział wzięło 38,2 proc. mieszkańców. 6180 osób było przeciwko połączeniu gminy Ostrowice z gminą Drawsko Pomorskie, 70 osób było za, a 33 osoby wstrzymały się od głosu. 11 maja 2018 podczas spotkania przedstawicieli rządu z mieszkańcami podano do wiadomości publicznej, że gmina Ostrowice na mocy specjalnej ustawy 1 stycznia 2019 zostanie zlikwidowana, jej terytorium podzielone między gminy Drawsko Pomorskie i Złocieniec, a długi przejmie Skarb Państwa.
W okresie od 30 czerwca do 10 lipca 2018 po raz kolejny przeprowadzono konsultacje z mieszkańcami dotyczące zniesienia gminy i włączenia jej obszaru do gmin Drawsko Pomorskie i Złocieniec. W konsultacjach tych wzięły udział 152 osoby; za zniesieniem gminy opowiedziały się 142 osoby, przeciw 3, a wstrzymało się 7 osób. Równocześnie odbyły się konsultacje społeczne w gminach Drawsko Pomorskie (21 czerwca – 5 lipca 2018) i Złocieniec (27 czerwca – 8 lipca 2018). W pierwszej z nich za przyłączeniem części gminy Ostrowice opowiedziały się 143 osoby (34,7 proc.), a przeciw 269 osób (65,3 proc. głosujących); łącznie głos zabrało 412 mieszkańców, czyli 2,52 proc. uprawnionych. Z kolei spośród 15 103 mieszkańców Złocieńca (stan z 8 lipca 2018) głos oddały 172 osoby (17 w formie papierowej i 155 w formie elektronicznej), a więc 1,14% mieszkańców gminy: 122 osoby poparły przyłączenie, 27 było mu przeciwnych, 2 osoby nie miały na ten temat zdania, a 21 głosów uznano za nieważne.
Nie czekając na wynik konsultacji, 5 lipca 2018 Sejm przyjął ustawę o szczególnych rozwiązaniach dotyczących gminy Ostrowice w województwie zachodniopomorskim. Na jej mocy 7 sierpnia 2018 wydano Rozporządzenie Rady Ministrów w sprawie zniesienia gminy Ostrowice oraz ustalenia granic gminy Drawsko Pomorskie i gminy Złocieniec, sankcjonujące likwidację gminy Ostrowice. Zgodnie z ustawą w dniu jej wejścia w życie organy gminy uległy rozwiązaniu i wygasły mandaty wójta i radnych. Mieszkańcy gminy w wyborach samorządowych 2018 głosowali na organy gmin, w granicach których mieli znaleźć się od 2019.
31 grudnia 2017 długi gminy wynosiły ok. 47 mln zł, tj. 437% jej rocznych dochodów.
19 grudnia 2018 roku przed Sądem Okręgowym w Koszalinie rozpoczął się proces byłego wójta i skarbniczki gminy. Oskarżonym groziło do 10 lat pozbawienia wolności za zadłużenie gminy na kwotę co najmniej 38,5 miliona złotych. SO w Koszalinie, działając jako sąd pierwszej instancji, w kwietniu 2022 r. wymierzył obojgu karę 7 lat pozbawienia wolności za zadłużenie gminy na kwotę 52 milionów złotych (prokuratura wnosiła o kary 9 lat pozbawienia wolności). Ponadto oboje zostali objęci 10-letnim zakazem zajmowania stanowisk w administracji związanych z prowadzeniem spraw majątkowych oraz obciążeni kosztami sądowymi w równych częściach i opłatą po 600 zł. Sąd nie orzekł o karze grzywny, ponieważ nie udowodniono tego, by oskarżeni działali w celu osiągnięcia korzyści majątkowej; nie znalazł także podstaw do orzekania o obowiązku naprawy szkody na rzecz pokrzywdzonych gmin Złocieniec i Drawsko Pomorskie. 8 grudnia 2023 roku Sąd Apelacyjny w Szczecinie prawomocnie złagodził wyroki do roku więzienia w zawieszeniu na 2 lata dla wójta i skarbniczki. W ocenie Sądu Apelacyjnego wójt i skarbniczka „zadłużali gminę po to, by mogła funkcjonować”.
11 stycznia 2019 wojewoda zachodniopomorski wydał obwieszczenie, zgodnie z którym wierzyciele gminy Ostrowice mieli 3 miesiące na zgłoszenie swoich należności. Wszystkie te wierzytelności, które nie zostały zgłoszone w tym terminie, wygasły. Wierzytelności zgłosiło 56 wierzycieli, m.in. Zakład Wodociągów i Kanalizacji ze Złocieńca, Wojewódzki Inspektorat Ochrony Środowiska, ZUS, banki, parabanki i osoby prywatne. Wartość wszystkich wierzytelności wynosi 53 404 647,23 złotych, z czego 40 383 862,72 zł to główna kwota roszczeń, a 13 020 784,52 zł – odsetki. Do końca 2019 roku trwała weryfikacja zgłoszeń. Wojewoda między 12. a 15. miesiącem od zniesienia gminy Ostrowice miał ustalić ważność należności. Uznano należności Remedis SA, MW Trade SA, Urzędu Skarbowego w Drawsku Pomorskim, Banku Polskiej Spółdzielczości SA, ZUS w Koszalinie i Głównego Instytutu Górnictwa w łącznej kwocie 4 003 979,91 złotych. Wierzyciele mieli prawo do zgłaszania sprzeciwu do Sądu Okręgowego w Szczecinie. Tym wierzycielom, którzy nie wnieśli sprzeciwu, należności wypłacono w kwocie ustalonej przez wojewodę. Skarb Państwa reprezentowała w sprawie Prokuratoria Generalna Rzeczypospolitej Polskiej.
| Rok  | Wykonane wydatki [mln zł] | Wykonane dochody [mln zł] | Zobowiązania [mln zł] | Wskaźnik zadłużenia do dochodu [%] |
| ---- | ------------------------- | ------------------------- | --------------------- | ---------------------------------- |
| 2016 | 9,85                      | 10,66                     | 38,45                 | 360,8%                             |
| 2015 | 9,59                      | 8,92                      | 36,19                 | 405,8%                             |
| 2014 | 13,34                     | 11,01                     | 33,48                 | 304,2%                             |
| 2013 | 17,18                     | 20,51                     | 29,27                 | 142,7%                             |
| 2012 | 19,41                     | 10,96                     | 16,03                 | 146,0%                             |
| 2011 | 22,34                     | 16,21                     | 9,72                  | 60,0%                              |
| 2010 | 13,74                     | 11,47                     | 6,27                  | 54,7%                              |
| 2009 | 9,17                      | 7,59                      | 4,54                  | 59,8%                              |
| 2008 | 9,58                      | 7,72                      | 4,24                  | 55,0%                              |
| 2007 | 7,22                      | 6,38                      | 3,79                  | 59,4%                              |
| 2006 | 7,37                      | 6,02                      | 3,61                  | 60,0%                              |
| 2005 | 6,42                      | 5,24                      | 3,12                  | 59,5%                              |
| 2004 | 7,03                      | 5,54                      | 3,32                  | 59,9%                              |
| 2003 | 4,80                      | 4,21                      | 3,16                  | 75,0%                              |
| 2002 | 4,38                      | 4,19                      | 1,71                  | 40,8%                              |
| 2001 | b.d.                      | 3,98                      | 1,26                  | 31,6%                              |
| 2000 | b.d.                      | 3,63                      | 1,10                  | 30,4%                              |

Zobowiązania (zadłużenie) gminy Ostrowice w latach 2000–2016: 

## Miejscowości
Gmina Ostrowice liczyła 31 miejscowości.
WsieBorne, Chlebowo, Cieminko, Dołgie, Donatowo, Gronowo, Grzybno, Jelenino, Nowe Worowo, Ostrowice, Płocie, Przytoń, Siecino, Smołdzęcino, Szczycienko, Śmidzięcino
OsadyBolegorzyn, Dobrosław, Drzeńsko, Grabinek, Jutrosin, Kania Górka, Karpno, Kiełpin, Kolno, Kosobądz, Przystanek, Szczytniki, Śródlesie, Tęczyn, Węglin
Zniesione miejscowościKleszczno, Kołatka, Marysin, Miłobądź, Wiercienko

## Oświata
Na terenie gminy Ostrowice funkcjonowały dwa zespoły szkół (w Nowym Worowie oraz Ostrowicach), będące obok biblioteki w Ostrowicach oraz GOPS jedynymi jednostkami organizacyjnymi gminy.

## Infrastruktura i transport

### Transport drogowy
Przez obszar dawnej gminy na odcinku długości 14,886 km prowadzi droga wojewódzka nr 173 łącząca Ostrowice z Drawskiem Pomorskim (19 km) i Połczynem-Zdrojem (18 km). Pozostałe szlaki komunikacyjne to drogi powiatowe, uzupełniane przez drogi gminne o łącznej długości 32 km.

### Transport kolejowy
Teren dawnej gminy Ostrowice uzyskał połączenie kolejowe w 1903, po wybudowaniu linii kolejowej ze Złocieńca przez Chlebowo do Połczyna-Zdroju. W 1991 linia ta została zamknięta, a w 1995 w większości rozebrana. Najbliżej położony przystanek osobowy Chlebowo był oddalony od Ostrowic o około 7 km.

### Infrastruktura techniczna i sportowa
- wodociągowa sieć rozdzielcza o łącznej długości 49,8 km
- mechaniczno-biologiczna oczyszczalnia ścieków w Ostrowicach o przepustowości w I etapie 115 m3/d, z możliwością jej zwiększenia do 175 m3/d w II etapie
- sieć kanalizacyjna w miejscowościach Ostrowice, Siecino i Jelenino
- 58 stacji transformatorowych 15/0,4 kV
- zespół trzech strzelnic dla broni sportowej i myśliwskiej w Ostrowicach, używany przez Gminne Koło LOK i Gminna Sekcję Strzelecką
- pawilon sportowy z przeznaczeniem do ćwiczeń gimnastycznych i zabaw rekreacyjnych
- boiska sportowe w Ostrowicach (wielofunkcyjne), Nowym Worowie oraz Chlebowie (do piłki nożnej).

### Poczta
Na obszarze dawnej gminy czynna jest 1 placówka pocztowa w Ostrowicach.

## Zabytki i atrakcje turystyczne
Zabytkowe kościoły w Chlebowie, Donatowie, Dołgiem, Gronowie, Ostrowicach i Siecinie.
Parki dworskie w Bornem, Dołgiem, Gronowie, Grzybnie, Karpnie, Ostrowicach, Siecinie i Szczytnikach.

## Przyroda i turystyka
Wschodnia część dawnej gminy leży w granicach Drawskiego Parku Krajobrazowego, w którym (na terenie gminy) znajdują się 2 rezerwaty: Zielone Bagna i Brunatna Gleba. Przez zachodnią część przepływa rzeka Kokna (dopływ Drawy), na której leżą 2 jeziora: Dołgie i Ostrowiec. Rzeka jest dostępna dla kajaków od Ostrowic do ujścia do Drawy. Przez całą gminę prowadzą liczne szlaki turystyczne.
Na terenie gminy znajdują się zarówno małe, bezodpływowe jeziorka (głównie śródpolne oczka wodne o powierzchni kilku arów), jak i średnie oraz duże jeziora. Wiele z nich posiada głębokość nawet do 30 metrów i strome brzegi.
Wykaz jezior gminy:
- 1. Czarne Małe 5,5 ha
- 2. Dołgie 98 ha
- 3. Drawsko (na granicy gminy) 1871,5 ha
- 4. Gielno 19,86 ha
- 5. Kamień 24,5 ha
- 6. Kapka 7,2 ha
- 7. Karpno 15,77 ha
- 8. Kiełpińskie 7,5 ha
- 9. Kleszczno 39,5 ha
- 10. Klęckie 1,0 ha
- 11. Leśniówek 10,3 ha
- 12. Maluda 5,0 ha
- 13. Małe Dąbie 2,5 ha
- 14. Niecino 44,2 ha
- 15. Niecino Małe 15,01 ha
- 16. Nowoworowskie 3,50 ha
- 17. Ostrowiec 100,1 ha
- 18. Przytonko 111,8 ha
- 19. Rąbin 13,5 ha
- 20. Siecino 788 ha
- 21. Węglino Małe 1,53 ha
- 22. Wielkie Dąbie 58 ha
- 23. Wornowo 24,5 ha[70]